# Freycinetia biroi
Freycinetia biroi är en enhjärtbladig växtart som beskrevs av Otto Warburg. Freycinetia biroi ingår i släktet Freycinetia och familjen Pandanaceae. Inga underarter finns listade.